# Jacqueline Marval
Jacqueline Marval, pseudònim de Marie Jaqueline Vallet (Quaix-en-Chartreuse, 19 d'octubre de 1866 – París, 28 de maig de 1932), fou una pintora francesa, litògrafa i escultora francesa.

## Primers anys
Vallet va néixer a Quaix-en-Chartreuse en una família de mestres d'escola. Es va casar el 1866 amb un venedor ambulant, Albert Valentin, però es va separar del seu marit el 1891 després de la mort del seu fill. Més tard es va guanyar la vida com a modista. Va ser l'any 1900 quan Vallet va adoptar el pseudònim de Jacqueline Marval, sent «Marval» el compost del seu nom i cognom «MARie VALlet».

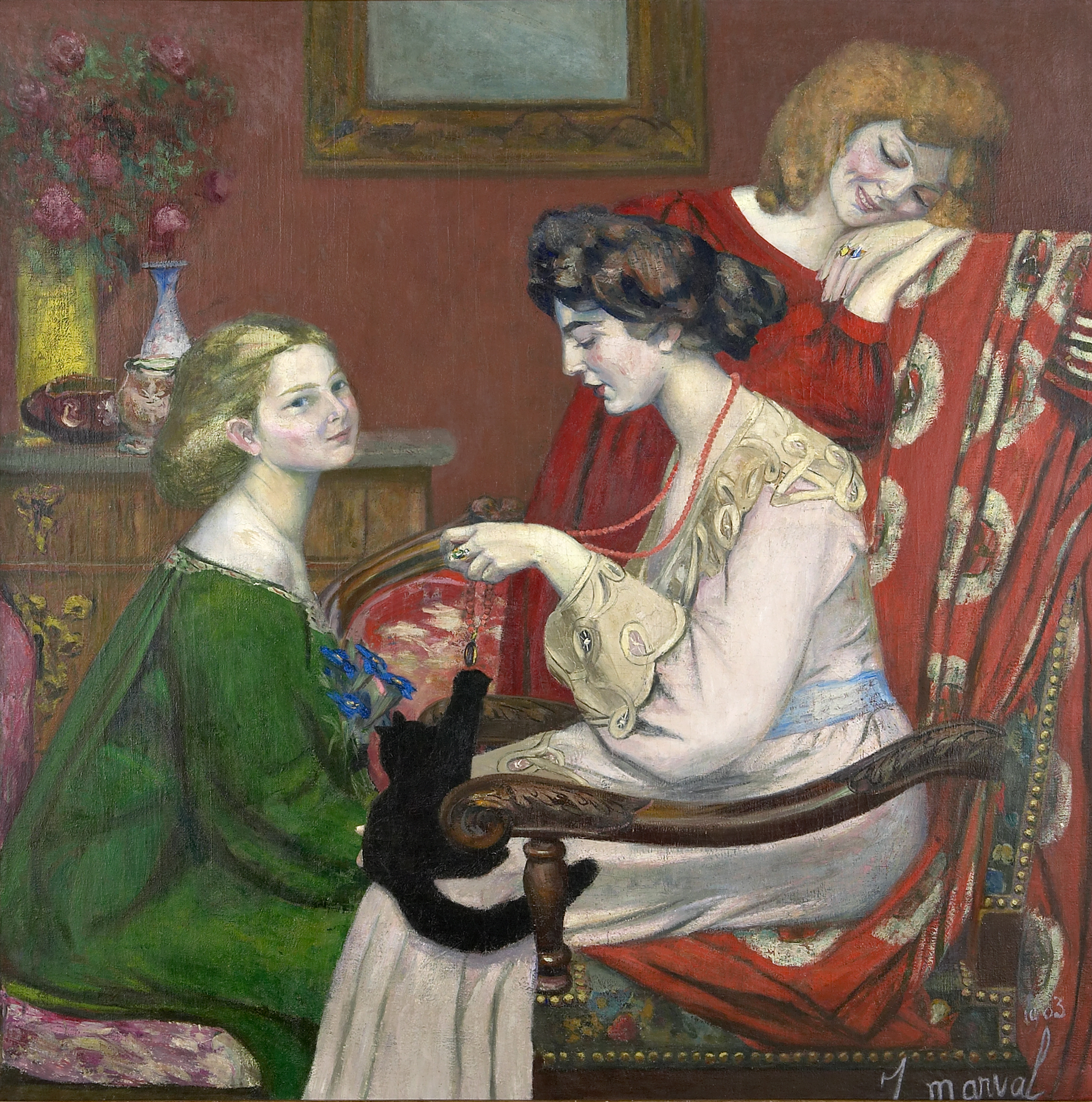
Les Coquettes, 1903, oli sobre tela, Col·lecció Ambroise Vollard.

## Carrera com a artista
Com a artista, Marval va treballar principalment com a pintora; no obstant això, també va fer «litografies, aquarel·les, pastels, gravats, dissenys de tapissos i va experimentar amb l'escultura».
El 1894, Marval va conèixer el pintor François Joseph Girot i es va incorporar al grup Nabis. Girot la va presentar a Jules Flandrin, un altre pintor i alumne de Gustave Moreau, amb qui viuria durant 20 anys.
Les primeres obres de Vallet van ser rebutjades al Salon des Indépendants de 1900, però ella va aconseguir que una dotzena de quadres es mostrés en aquella exposició l'any següent, el 1901. Les obres rebutjades el 1900 van ser comprades pel marxant d'art Ambroise Vollard, que va continuar donant suport a la seva feina. Li va comprar deu obres, incloent Odalisque au Guépard (1900), el seu autoretrat nu, potser el primer autoretrat nu femení de la història de l'art.
Entre 1901 i 1905, Marval va treballar sovint al costat d'Henri Matisse, Albert Marquet i Flandrin, i els quatre es van influir mútuament. El 1902, algunes de les seves pintures es van exposar juntament amb les d'aquests companys en una galeria de la Rue Victor-Massé comissariada per Berthe Weill, que estava especialment interessada a promocionar les obres de les artistes dones que vivien a París. Marval també va exposar al primer Salon d'Automne, l'any 1902, on va mostrar el seu quadre a gran escala Les Odalisques.

El 1913, Marval va ser escollida per un jurat format per Gabriel Astruc, l'escultor Antoine Bourdelle i els pintors Maurice Denis i Édouard Vuillard per decorar el vestíbul del nou Théâtre des Champs-Élysées. Va crear una sèrie de dotze quadres sobre el tema de Daphnis i Chloe. La sèrie es va basar en la producció del Ballet Russes Daphnis et Chloë, estrenada l'any anterior.

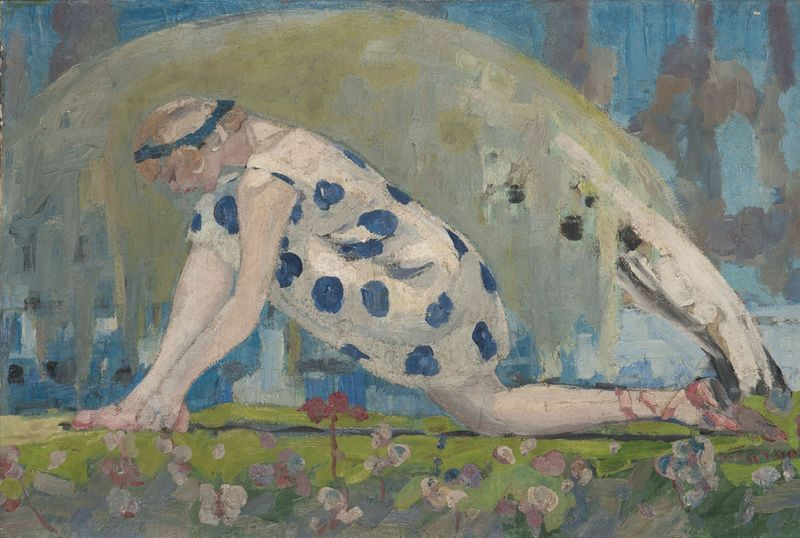
Danseuse, 1909

També el 1913, Marval va protestar contra la retirada del Saló d'Automne de l'obra The Spanish Shawl, de Kees van Dongen, i se'n va fer amiga, i instal·là l'estudi a prop del seu. Marval i Flandrin es van traslladar al carrer Denfert Rochereau, 40, que estava al costat de Van Dongen el 1914. Va assistir al seu famós ball de disfresses el 1914.

Les obres de Marval van començar a ser reconegudes arreu d'Europa i més enllà; va exposar a Barcelona, Lieja, Venècia, Zuric, Budapest i Kyoto.

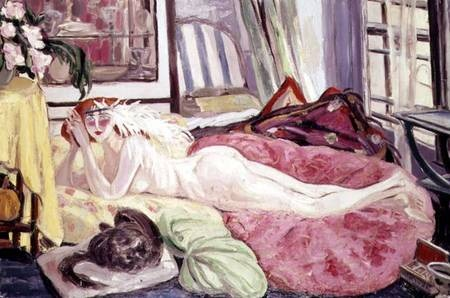
El Bohemi, 1921

A partir de 1923, Marval va ser activa a favor de la creació de museus d'art modern a París i Grenoble. Va morir a l'Hôpital Bichât de París el 1932. Després de la seva mort, les seves obres es van conservar a la Galerie Druet abans que tanqués el 1938 i es van vendre. La seva pintura Portrait of Dolly Davis, 1925, es troba a la col·lecció del Museu d'Art de Milwaukee.
Estilísticament, «les pintures de Marval són provocadores i nervioses, desafiants i inusuals, va ser una modernista important en els primers moments del moviment».

## Les Odalisques, 1902-03

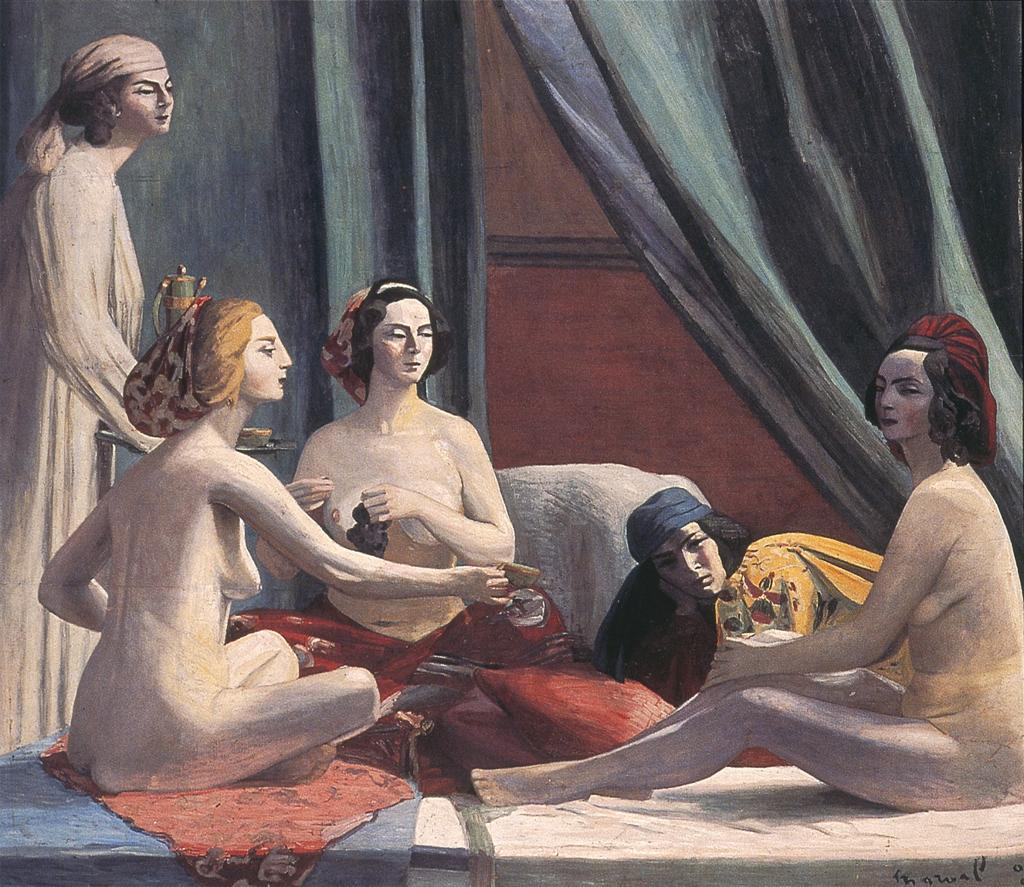
Les Odalisques, 1902-1903 (Museu de Grenoble).

Potser la seva obra més famosa, Les Odalisques, es va fer el 1902-03 i es va exposar per primera vegada al Salon des Indépendants el 1903. Aquest quadre representa cinc dones: tres assegudes nues, una de vestida i reclinada sobre el colze, i una dempeus, vestida i sostenint una safata. Les odalisques segueix la tradició històrica de l'art de les escenes de bany orientalitzades a gran escala, amb un fort focus en el cos nu i la interacció entre les figures.
Guillaume Apollinaire va quedar impactat per aquesta obra, i va escriure a la Chronique des arts l'any 1912 que l«a senyora Marval ha donat la mesura del seu talent i ha aconseguit una obra d'importància per a la pintura moderna. Aquesta obra forta i sensual, pintada lliurement i totalment personal en composició, línia i color, mereix sobreviure».
Les Odalisques forma part de la col·lecció del Museu de Grenoble i l'últim cop que es va exhibir fou al Musée Paul-Dini, a Villefranche-sur-Saône, el 2018. Aquesta obra no va ser inclosa a l'històric Armory Show de 1913, com s'apunta amb freqüència a la literatura sobre l'artista. En canvi, sí que s'hi va exposar una obra diferent de Marval, Odalisques au miroir, de 1911, després d'una invitació de Vollard. Marval va exposar als Estats Units diverses vegades després de l'Armory Show.

## Llegat i recepció crítica

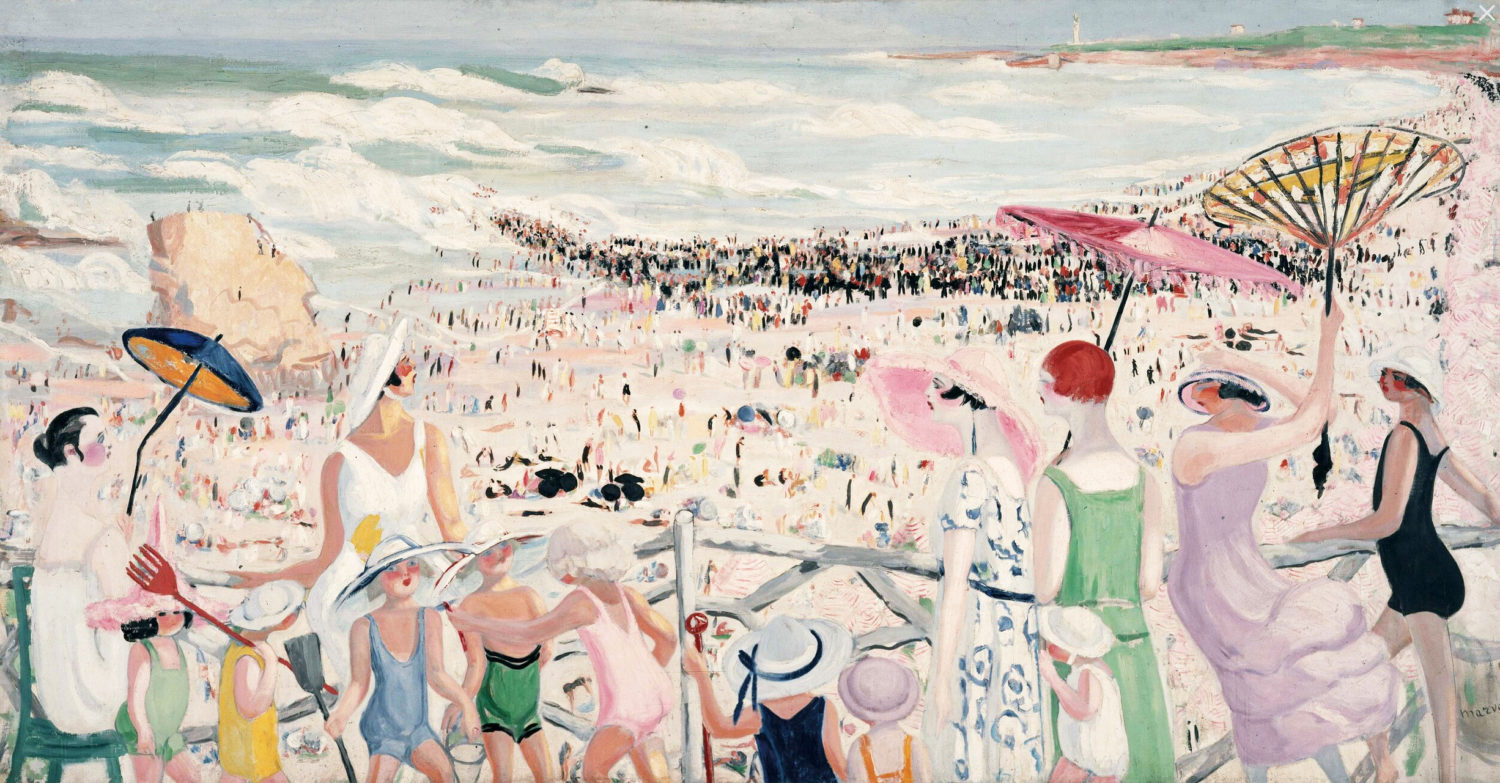
La grande plage à Biarritz, 1923 (Musée d'Arts de Nantes)

Els crítics van elogiar Marval durant la seva carrera. En un número de 1911 de The Burlington Magazine for Connosseurs, per exemple, es va escriure que en una exposició a la Druet Gallery, "Les pintures de Madame Marval estaven entre les més sorprenents...". Apollinaire, a banda dels seus compliments a Les Odalisques, i de manera més general, fa comentaris sobre la seva obra que s'hi refereixen com a emocionant, forta i digna de reconeixement. Alguns crítics s'hi van referir com una obra fauve, un reflex de la seva elecció de paleta, que va estar molt influenciada pels pintors fauvistes i impressionistes que l'havien precedit. Segons Lucien Manissieux, expert en Flandrin, «Marquet, Flandrin i Matisse esperaven cada obra que ella produïa amb curiositat i emoció» i hi ha algunes proves de les quals els seus companys masculins van agafar prestat «el seu color brillant i l'economia formal de la seva pintura».
Durant la seva vida, Marval es va negar a figurar en exposicions totalment femenines; no obstant això, després de la seva mort, la seva carrera i el seu treball es van celebrar en la Société des Femmes Artistes Modernes (FAM), un col·lectiu de dones artistes de París, que va fer una retrospectiva de l'obra de Marval l'any 1933 com a part de la seva exposició anual.
Des de la seva mort, l'obra de Marval s'ha exposat moltes vegades, més sovint a França. El 2020-21, va ser inclosa a l'exposició Valadon et ses contemporaines al Musée des Beaux-Arts de Limoges, que també es va veure al Monestir de Brou, a Bourg-en-Bresse a la primavera de 2021.